# Nils Erik Åhmansson
Nils Erik Hjalmar Åhmansson, född 23 maj 1941 i Göteborg, är en svensk jurist som under ett knappt år 1988 var Sveriges rikspolischef. Han är son till Karl-Erik Åhmansson och brorson till Arthur Åhmansson.

## Biografi
Åhmansson blev juris kandidat 1968, genomförde tingstjänstgöring 1968–70 och genomgick polischefsutbildning 1971–72. Han var polissekreterare i Värmland 1972–75, på sakkunnig på Justitiedepartementet 1975–82, blev polismästare i Malmö 1982 och länspolismästare i Malmöhus län 1986. Han utsågs 18 juni 1987 av regeringen till ny rikspolischef efter Holger Romanders pensionering, med tillträde vid årsskiftet 1987/1988. Samtidigt efterträdde Sven-Åke Hjälmroth Hans Holmér som länspolismästare i Stockholm. Den 9 oktober beslutade dock regeringen att Åhmansson skulle tillträda i förtid, med anledning av Stig Berglings rymning, i syfte att utreda vilka åtgärder som krävdes för att dylikt inte skulle inträffa igen. Inom ett år hade Ebbe Carlsson-affären börjat, vilken Åhmansson personligen var inblandad i.
I samband med utredningen om Palmemordet sammanträffade Åhmansson flera gånger med den så kallade "privatspanaren" Ebbe Carlsson. Den 27 juli 1988 förhördes Åhmansson och Holmér av Konstitutionsutskottet, och under ett andra förhör av Åhmansson den 3 augusti sade två poliser vid Säpo att de uppfattat saken som att Ebbe Carlsson handlat på uppdrag av Åhmansson. Justitiekansler (JK) Hans Stark lade ner undersökningen om eventuella brott mot sekretessen mot Ebbe Carlsson den 3 oktober och meddelade samma dag att han i stället skulle granska Åhmanssons tjänsteutövning. I sin rapport den 17 oktober krävde JK att Åhmansson skulle avgå, vilket han gjorde den 19 oktober. Åhmansson blev då sakkunnig vid Justitiedepartementet och blev direktör på Försäkringsbolaget Skandia 1989.
Nils Erik Åhmansson var 1993–2015 ordförande i Svenska Kennelklubben.